# Eschscholthia dimidiata
Eschscholthia dimidiata is een ribkwal (Ctenophora). 
De wetenschappelijke naam van de soort werd in 1829 als Pleurobrachia dimidiata gepubliceerd door Eschscholtz.